# Програма-перекладач
Програ́ма-переклада́ч — це програма, що призначена для автоматичного перекладу тексту з однієї природної мови на іншу.
На відміну від електронних словників, програми-перекладачі опрацьовують не окремі слова або словосполучення, а цілий текст, і результатом такого опрацювання є зв'язний текст іншою мовою. Робота програм-перекладачів базується на використанні електронних словників. Крім того, у них реалізовані алгоритми для узгодження слів в отриманому тексті відповідно до правил мови, якою здійснюється переклад.
Програми-перекладачі відрізняються кількістю електронних словників, що використовуються для здійснення перекладу, алгоритмами перекладу, обсягом тексту, який може бути перекладений за один сеанс тощо. Деякі з цих програм мають модулі, що вбудовуються в програми пакета Microsoft Office та призначені для перекладу текстів у вікні текстового процесора, системи опрацювання презентацій тощо.
Іноді в результаті автоматичного перекладання можуть бути отримані помилки при перекладі багатозначних слів, з узгодженням слів у складних реченнях.

## Популярні програми-перекладачі
- PROMT Translator
- Перекладач онлайн
- Перекладач Google
- Національний online перекладач M-translate
- Freetraslation.com
- Пролінг Офіс Online
- ABBYY Lingvo Online

## Джерело
- Ривкінд Й. Я., Лисенко Т. І., Чернікова Л. А., Шакотько В. В.:Інформатика: 10 клас: підручник для загальноосвітніх навчальних закладів: І-74 академічний рівень, профільний рівень;— К.: Генеза, 2010. 304 с.:іл. ISBN 978-966-11-0020-5.